# Záporvirág
A záporvirág (Gazania) a fészkesvirágzatúak (Asterales) rendjébe és az őszirózsafélék (Asteraceae) családjába tartozó nemzetség. Egyéb nevei: esővirág és napvirág.

## Előfordulásuk
Fajai Afrika középső, illetve déli részén honosak (Dél-afrikai Köztársaság, Szváziföld, Mozambik, Tanzánia és Angola), de többet más kontinensekre és országokba is betelepítettek (Ausztrália, Új-Zéland, Földközi-térség és Kalifornia).

## Megjelenésük
A záporvirágok virágai tipikusan az őszirózsafélékre jellemző fészekvirágzatok. Fajtól függően sokféle színűek lehetnek, főleg sárgák, narancssárgák és vörösek; az ember eme magas természetes színváltozatosságot jóval változatosabbá tette a termesztett változataival.

## Életmódjuk
A legtöbb faj egynyári, de vannak évelők is mint például a Gazania linearis. A vizet jól áteresztő, homokos, köves talajon nő a legjobban. Virágait éjszakára becsukja, és csak napfényes időben nyitja ki újra. Melegkedvelő: az évelő fajok csak a trópusoktól a meleg mérsékelt égövig maradnak meg; az egynyáriak a mérsékelt övben mindenfelé ültethetők; főleg sziklakertekbe.

## Rendszerezés
A nemzetségbe az alábbi 19 faj tartozik:
- Gazania caespitosa Bolus
- Gazania ciliaris DC.
- Gazania heterochaeta DC.
- Gazania jurineifolia DC.
- Gazania krebsiana Less.
- Gazania lanata Magee & Boatwr.
- Gazania leiopoda (DC.) Roessler
- Gazania lichtensteinii Less.
- Gazania linearis (Thunb.) Druce
- Gazania maritima Levyns
- Gazania othonnites (Thunb.) Less.
- Gazania pectinata (Thunb.) Hartw.
- pompás záporvirág (Gazania rigens) (L.) Gaertn. - típusfaj[5]
- Gazania rigida (Burm.f.) Roessler
- Gazania schenckii O.Hoffm.
- Gazania serrata DC.
- Gazania splendidissima Mucina, Magee & Boatwr.
- Gazania tenuifolia Less.
- Gazania thermalis Dinter

## Felhasználásuk
Nagy, hosszan nyíló, élénk színű virágai miatt több faját:
- Gazania linearis
- pompás záporvirág (Gazania rigens)

kerti dísznövénynek termesztik.
Számos kertészeti hibrid változatát állították elő.
A következő termesztett változatok elnyerték a Royal Horticultural Society’s Award of Garden Merit díját:-
- G. ‘Aztec’[11]
- G. ‘Cookei’[12]
- G. rigens ‘Variegata’[13]
- Talent Series[14]

## Képek

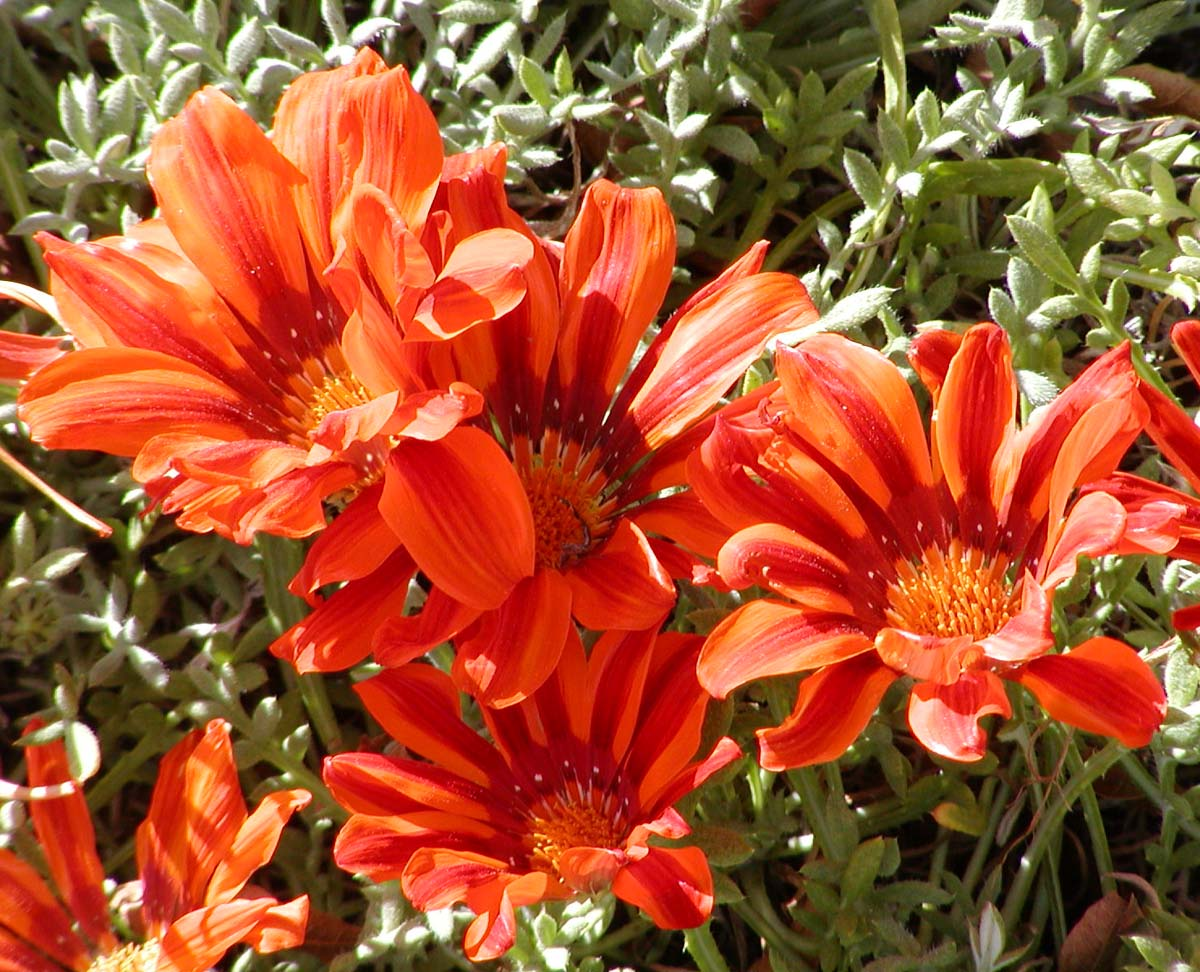
Gazania x Copper King hibrid
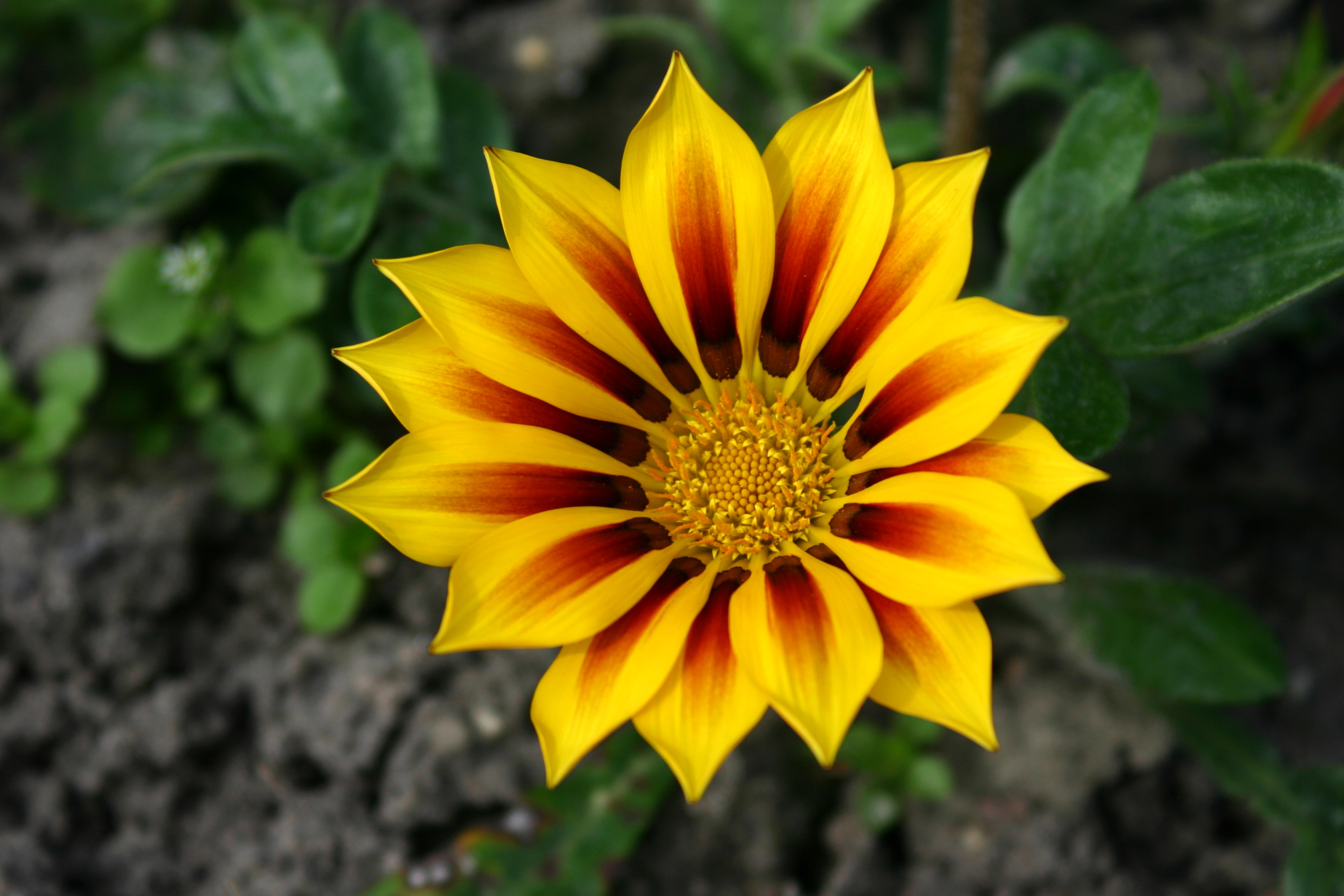
Gazania „Daybreak Red Strip” hibrid a münsteri botanikus kertben
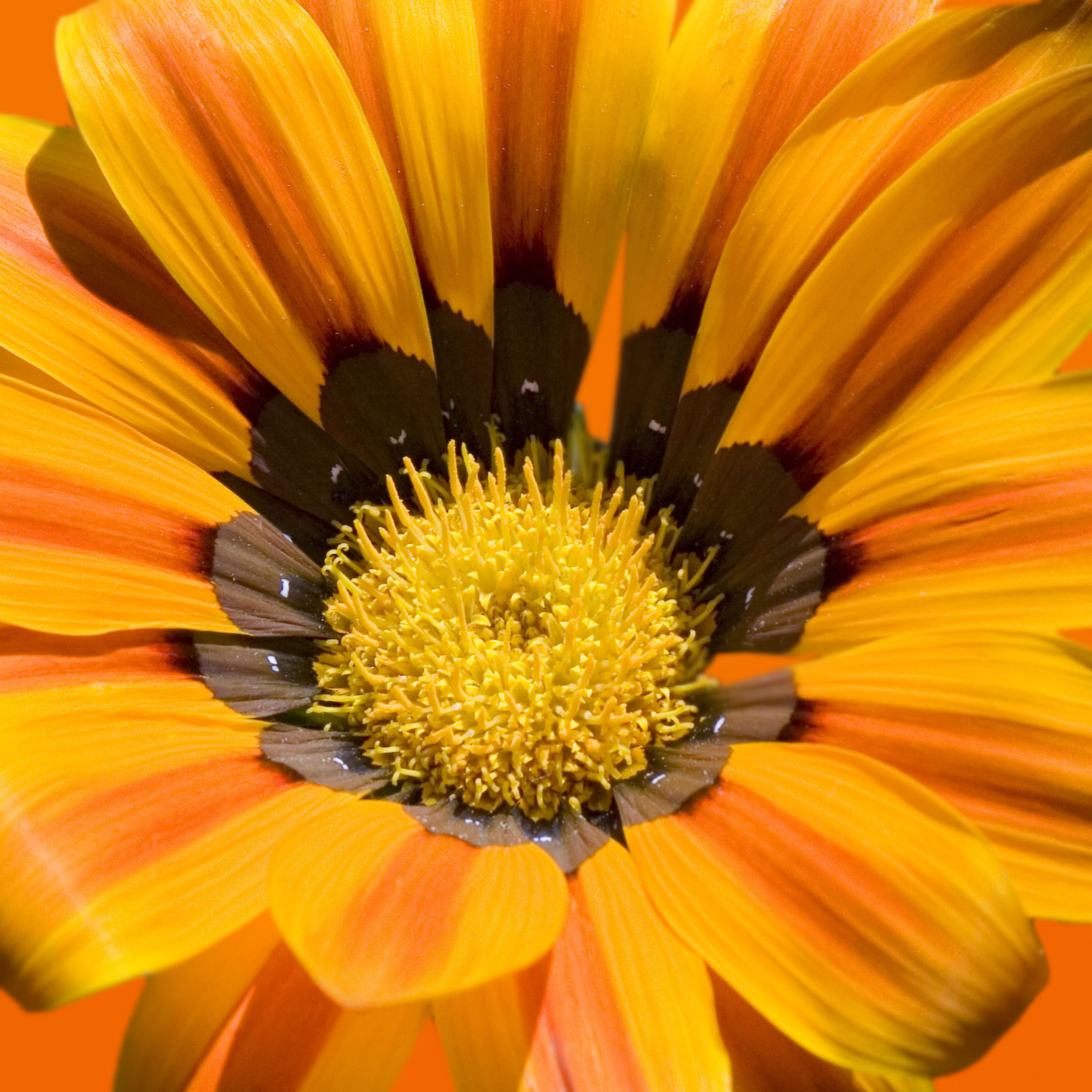
Gazania rigens var. uniflora
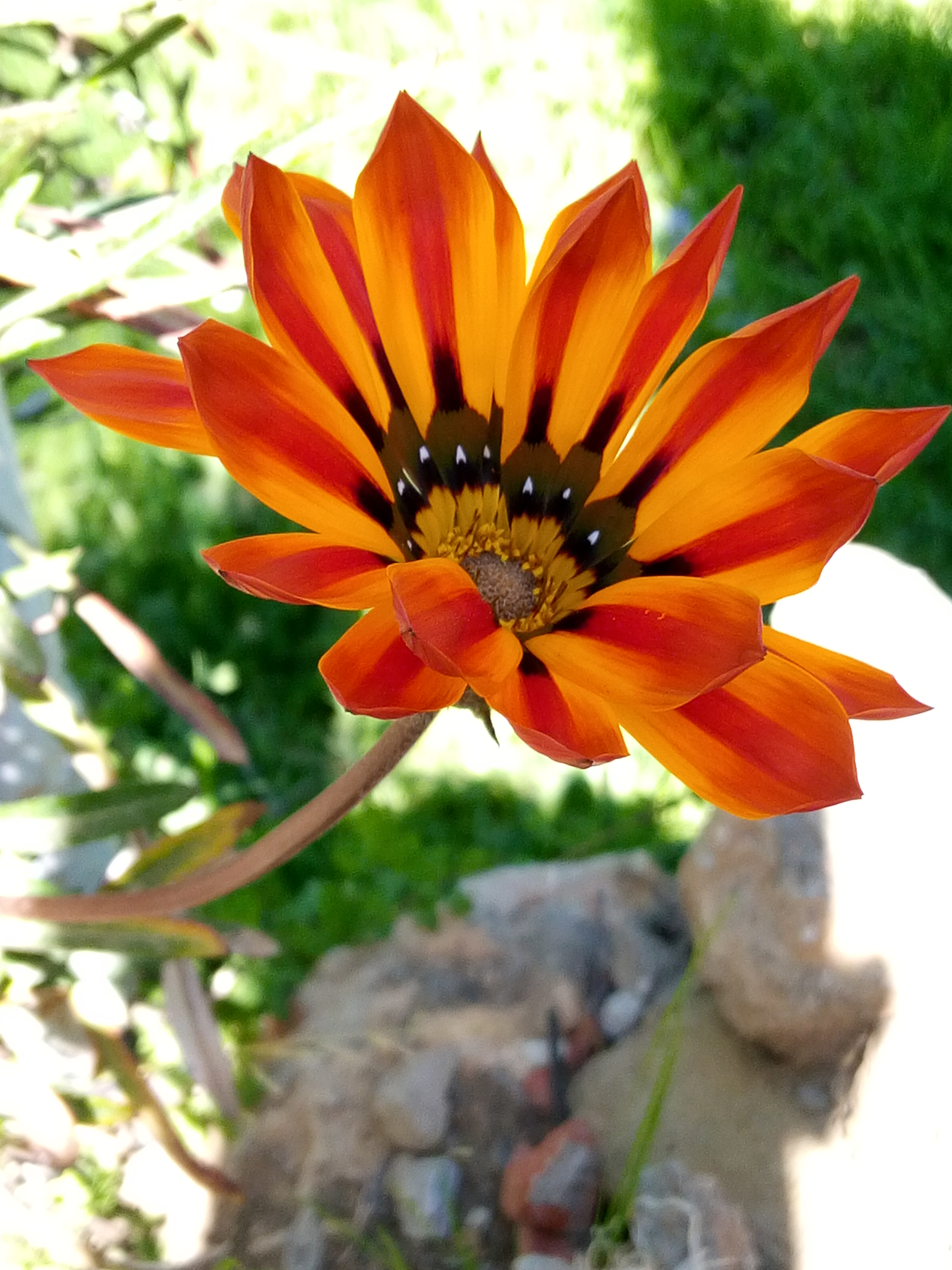
Záporvirág

## Fordítás
- Ez a szócikk részben vagy egészben  a   Gazania című angol Wikipédia-szócikk ezen változatának fordításán alapul.  Az eredeti cikk szerkesztőit annak laptörténete sorolja fel. Ez a jelzés csupán a megfogalmazás eredetét és a szerzői jogokat jelzi, nem szolgál a cikkben szereplő információk forrásmegjelöléseként.